# Гран-при Каподарко 2024
52-й выпуск  Гран-при Каподарко — шоссейной однодневной велогонки по дорогам в Италии. Гонка прошла 16 августа 2024 года в рамках Европейского тура UCI 2024 (категория 1.2U). Победу одержал итальянский велогонщик Филипо Д’Ауито.

## Участники
На участие в гонке заявлено 34 команды.
| UCI Continental Teams (12)- MBH Bank Colpack Ballan - UAE Team Emirates Gen Z - Biesse-Carrera - CTF Victorious - General Store-Essegibi-F.Lli Curia - MG.K Vis Colors For Peace - Q36.5 Continental Cycling Team - Team Technipes #inEmiliaRomagna - Work Service-Vitalcare-Dynatek - Zalf Euromobil Fior - Ljubljana Gusto Santic - UM Tools Caffè Mokambo Национальная сборная- Словакия U23 Любительские, клубные или региональные команды (21)- Ukraine Cycling Academy - Aran Cucine Vejus - AVC Aix-en-Provence - Calzaturieri Montegranaro - Campana Imballagi-Geo & Tex-Trentino - Futura Team-Rosini - Team Gaiaplast Bibanese - Gallina-Ecotek-Lucchini - ASD Garlaschese - Gragnano Sporting Club - Petroli Firenze-Hopplà - Team Bike Sicilia - Multicar Amarù - Óbidos Cycling Team - GS Sissio Team - Solme-Olmo - U.C. Trevigiani Energiapura Marchiol - Velo Club Mendrisio - Velo Club Avezzano LineaOro Bike - VPM Moretti SCS - WPGA Amsterdam Racing Academy - Holdsworth Zappi RT |
| |

## Маршрут
Дистанция гонки составила 174,7 километра.

## Ход гонки
22-летний фриулиец из Киоприса Висконе, в провинции Удине, Филипо Д’Ауито, оторвался от главного героя дня — 18-летнего словацкого чемпиона Доминика Дунара, занявшего второе место. Завершает подиум третья позиция Мануэля Ойоли (Q36. 5 Continental), четвертый Николо Арригетти из Biesse Carrera.

## Результаты
| \| Генеральная классификация \| Генеральная классификация \| Генеральная классификация \| Генеральная классификация \| Генеральная классификация \| \| Гонщик \| Гонщик \| Команда \| Время \| \| \| ------------------------- \| ------------------------- \| ---------------------------------- \| ------------------------- \| ------------------------- \| \| 1-й \| Filippo D'Aiuto \| General Store-Essegibi-F.lli Curia \| 4ч 04' 03 \| \| \| 2-й \| Dominik Dunár \| Dukla Banská Bystrica \| + 23 \| \| \| 3-й \| Мануэль Ойоли \| Q36.5 Continental \| + 34 \| \| |                 |                                    |           |
| |                 |                                    |           |
| Источник: ProCyclingStats |                 |                                    |           |
| Генеральная классификация |                 |                                    |           |
| Гонщик | Гонщик          | Команда                            | Время     |
| 1-й | Filippo D'Aiuto | General Store-Essegibi-F.lli Curia | 4ч 04' 03 |
| 2-й | Dominik Dunár   | Dukla Banská Bystrica              | + 23      |
| 3-й | Мануэль Ойоли   | Q36.5 Continental                  | + 34      |